# Weston (Ontario)
Weston était une municipalité de l'Ontario au Canada, dans la banlieue de Toronto. Elle est, depuis 1967, un quartier de Toronto.

## Personnalités
- Paul Coffey, joueur de hockey retraité
- Adam Oates, joueur de hockey retraité
- Joseph Burr Tyrrell,  géologue, explorateur, cartographe, consultant minier et historien canadien